# Ракитниця (Старозагорська область)
Раки́тниця (болг. Ракитница) — село в Старозагорській області Болгарії. Входить до складу общини Стара Загора.

## Населення
За даними перепису населення 2011 року у селі проживали 467 осіб, з них 442 особи (99,3%) — болгари.
Розподіл населення за віком у 2011 році:
Динаміка населення: